# Madison (New Jersey)
Pour les articles homonymes, voir Madison.
Madison est un borough du comté de Morris, dans le New Jersey, aux États-Unis. Lors du recensement des États-Unis de 2000, il comptait 16 530 habitants. D'après le bureau du recensement des États-Unis, sa superficie est de 11 km2.

## Personnalités liées à la ville
- Greg Olear, écrivain, y est né.
- Eddie Trunk, journaliste musical, y est né.